# 213
213（二百十三、にひゃくじゅうさん）は自然数、また整数において、212の次で214の前の数である。

## 性質
- 213は合成数であり、約数は 1, 3, 71, 213 である。
  - 約数の和は288。
- 69番目の半素数である。1つ前は209、次は214。
  - 3連続で半素数が続く7番目の数である。1つ前は201、次は217。
  - 213, 214, 215と約数の個数が3連続で同じになる6番目の数である。1つ前は201、次は217。
- 各位の和が6になる15番目の数である。1つ前は204、次は222。
- 各位の立方和が平方数になる25番目の数である。1つ前は210、次は216。(オンライン整数列大辞典の数列 A197039)
- 各位の積が6になる10番目の数である。1つ前は161、次は231。(オンライン整数列大辞典の数列 A199988)
  - 各位の和と各位の積が等しくなる13番目の数である。1つ前は132、次は231。(オンライン整数列大辞典の数列 A034710)
- 213 = 12 + 42 + 142 = 72 + 82 + 102
  - 3つの平方数の和2通りで表せる51番目の数である。1つ前は211、次は214。(オンライン整数列大辞典の数列 A025322)
  - 異なる3つの平方数の和2通りで表せる32番目の数である。1つ前は210、次は217。(オンライン整数列大辞典の数列 A025340)
- 213 = 63 − 3
  - n = 3 のときの 6n − n の値とみたとき1つ前は34、次は1292。(オンライン整数列大辞典の数列 A024063)
- 桁で並べ替えをすると連続自然数になる28番目の数である。1つ前は132、次は231。(オンライン整数列大辞典の数列 A288528)
- 2132 = 8! + 7! + 3! + 2! + 1!
  - n2 が階乗の和で表せる10番目の数である。1つ前は72、次は215。(オンライン整数列大辞典の数列 A014597)

## その他 213 に関連すること
- 年始から数えて213日目は8月1日、閏年は7月31日。
- 国鉄213系電車
- 第213代ローマ教皇はインノケンティウス8世（在位：1484年8月29日～1492年7月25日）である。
- 5代目メルセデス・ベンツ　Eクラス - W213